# Természettudományi Múzeum (Új-Delhi)
A Természettudományi Múzeum Új-Delhi egyik múzeuma volt, amely elsősorban a természettudományokra fókuszált gyűjteményével. A múzeumot 1972-ben alapították és 1978-ban nyitotta meg kapuit a nagyközönség előtt. A múzeumot az indiai kormány Környezetvédelmi és Erdészeti Minisztériuma működtette. A múzeum a Barakhamba úton helyezkedett el, Új-Delhi Tansen Marg elnevezésű városrészében, Delhi központjában, a nepáli nagykövetséggel szemben, a Connaught Place metrómegálló közelében. 2016. április 26-án a múzeum teljes leletanyaga megsemmisült egy az épületben pusztító tűzvész következtében.
A Természettudományi múzeum küldetése volt, hogy környezettudatos oktatást kínáljon, mind a fővárosi, mind pedig a regionális természettudományi múzeumokkal karöltve.

## Története
A múzeumot 1972-ben alapították az ország függetlenségének 25. évfordulója alkalmából rendezett eseménysorozat keretén belül. Indira Gandhi, későbbi miniszterelnök azt nyilatkozta a múzeummal kapcsolatban, hogy Indiának szüksége van egy ilyen múzeumra, amely fenntartja a környezettudatos szemléletmódot a figyelem középpontjában. Jó néhány évnyi fejlesztést és építkezést követően a múzeum 1978. június 5-én nyitotta meg kapuit a látogatóközönség előtt a Környezetvédelmi világnapon. Egy 2012-es negatív hangvételű kormányzati jelentést követően, mely során az épület karbantartásával akadtak gondok, tervek születtek arra, hogy a múzeumot átköltöztetik egy környezetbarát besorolású épületbe a Bairon Marg városrészbe, ahol egy állatkert, a Kézműves Múzeum, a Purana Quila és a Nemzeti Tudomány Központ a közelben lett volna. Regionális természettudományi múzeumok találhatóak Bhopál, Bhuvanesvar, Gangtok, Maiszúr és Szavái Mádhopur városokban.

### A 2016. április 26-i tűzeset
2016. április 26-án hajnali 01:30 perckor tűz ütött ki a múzeumnak otthont adó épület hatodik emeletén, mely az épület jelentős részére átterjedt. A tűz elpusztította a múzeum teljes leletanyagát és kiállítási tárgyait. A tűz még azelőtt elérte a múzeum területét, mielőtt a helyi tűzoltóság meg tudta volna kezdeni az oltási munkálatokat. A tűz pusztításának súlyosságát fokozta, hogy az épületben kiépített tűzoltóberendezés permetező rendszere a tűz idején nem volt üzemképes állapotban. A helyszínre kiérkezett mintegy 235 tűzoltónak és mentésirányítónak mintegy három és fél órájába telt a tűzvész megfékezése. Az épületben rekedt hat személyt füstmérgezéssel kórházba szállították.
A tűz oka ismeretlen, ugyanakkor terjedését segítette többek közt az, hogy a múzeumban számos igen éghető anyag volt.

## Fordítás
- Ez a szócikk részben vagy egészben  a   National Museum of Natural History, New Delhi című angol Wikipédia-szócikk ezen változatának fordításán alapul.  Az eredeti cikk szerkesztőit annak laptörténete sorolja fel. Ez a jelzés csupán a megfogalmazás eredetét és a szerzői jogokat jelzi, nem szolgál a cikkben szereplő információk forrásmegjelöléseként.